# Lioux
Lioux é uma comuna francesa na região administrativa da Provença-Alpes-Costa Azul, província francesa que faz fronteira com a Itália em sua parte leste, esta província está situada no departamento de Vaucluse. Estende-se por uma área de 38,89 km². Em 2010 a comuna tinha 294 habitantes (densidade: 7,6 hab./km²).